# Список замків Естонії
Будівництво замків в Естонії розпочалося приблизно у XIII столітті — попередні оборонні споруди являли собою укріплені городища та дерев'яні фортеці. Вторгнення німців та данців на естонські землі круто змінило розвиток архітектури — з'явилися перші будівлі у романському стилі. Спочатку в замках розміщувались тільки орденські конвенти та єпископські капітули, але пізніше вже кожен землевласник намагався зводити для себе власний замок — мизу.
Замки ділилися на два основних типи — Орденські, тобто укріплення Лівонського ордену та Єпископські, які належали Дерптському та Езель-Вікському єпископствам.

## Основний список
| Зображення                                     | Назва                                         | Оригінал назви                                           | Дата будівництва                        | Місцезнаходження                                                 | Спорудник | Інші відомості |
| ---------------------------------------------- | --------------------------------------------- | -------------------------------------------------------- | --------------------------------------- | ---------------------------------------------------------------- | --- | --- |
|                                                | Замок Хелме (Хелмет)                          | ест.Helme ordulinnus; нім. Ordensburg Helmet             | перша половина XIV ст.                  | Поселення Хелме, повіт Валгамаа                                  | | Являв собою неправильний овал розміром 120х60 м. Замок деякий час перебував в руках німців, росіян, поляків, доки у 1658 р. не був зруйнований шведами. |
|                                                | Замок Ліхула                                  | ест.Lihula linnus                                        | 1238 — 1242                             | Місто Ліхула, повіт Ляянемаа                                     | Орден меченосцев та Езель-Вікський єпископ                                                                             | До побудови фортеці у Вана-Пярну, замок у Ліхула залишався резиденцією Сааре-Ляенемааського єпископа. Під час Лівонської війни 1563-81 рр. був знищений. |
|                                                | Замок Маазілінн (Зонебург)                    | ест.Maasilinn; нім. Soneburg                             | 1345                                    | Селище Маазі на острові Сааремаа                                 | Магістр Бурхард фон Дрейлебен                                                                                          | Для того щоб виключити будь-яку можливість використання замку шведами у військових цілях, датчани за наказом короля Фредерика II у 1576 р. підірвали його. |
|                                                | Замок Отепя                                   | ест.Otepää linnus                                        | 1116 — дерев'яний, 1224-1225 — кам'яний | Муніципалітет (місто) Отепя, повіт Валгамаа                      | Дерптський єпископ | Зруйнований у 1396 р. |
|                                                | Фортеця Варбола                               | ест.Varbola Jaanilinn                                    | Х — ХІІ ст.                             | Селище Полл, повіт Рапламаа                                      | | Існують відомості про захоплення фортеці князем новгородським та галицьким Мстиславом ІІ у 1211 р. Твердиня втратила своє значення наприкінці XIV ст., після Повстання Юрьєвої ночі у 1343 р. |
|                                                | Замок Вільянді (Феллін)                       | ест.Viljandi ordulinnus; нім.Ordensburg Fellin           | 1223 р.                                 | Місто Вільянді, повіт Вільяндімаа                                | Магістр ордену Меченосців Фольквін                                                                                     | У 1600 р. розпочалася довготривала боротьба між Польщею та Швецією, яка тривала до 1629 р. Замок сім разів переходив з рук в руки і в результаті цього був зруйнований та спалений. |
|                                                | Замок Карксі                                  | ест. Karksi ordulinnus                                   | Вперше згадується під 1248 р.           | Містечко Карксі-Нуйа, повіт Вільяндімаа                          | Магістр Госвін фон Геріке у 1357 р. звів кам'яний замок                                                                | У 1703 р., в період Північної війни, замок захопили російські війська. Дещо пізніше, наказом Петра I його було знищено і з тих пір він стоїть в руїнах. |
|                                                | Замок Лайузе                                  | ест. Laiuse ordulinnus; нім. Schloß Lais                 | XIV ст.                                 | Селище Лаузевалья, повіт Йиґевамаа                               | Лівонський орден | В ході Північної війни, після Нарвської битви 1700 р. тут була зимова квартира шведського короля Карла XII та його військ (1700—1701). |
|                                                | Нарвський замок                               | ест. Hermanni linnus                                     | Середина ХІІІ ст. (1256 р.)             | Місто Нарва, повіт Іда-Вірумаа                                   | Королівство Данія | Замок лежить на кордоні Естонії з Росією по річці Нарва, на березі якої знаходиться Івангородська фортеця. |
|                                                | Фортеця Пайде                                 | ест. Paide; нім. Schloss Weissenstein                    | 1265 р.                                 | Місто Пайде, повіт Ярвамаа                                       | Магістр Лівонського ордену Конрад фон Мандерн                                                                          | Замкова башта нині є символом міста і вперше з'явилася на його гербі ще у 1441 р. |
|                                                | Замок Пильтсамаа                              | ест. Põltsamaa ordulinnus; нім. Oberpahlen               | 1272 р.                                 | Місто Пильтсамаа, повіт Йиґевамаа                                | Магістр Лівонського ордену Вальтер фон Нордек (можливо Отто фон Роденштейн)                                            | Замок був резиденцією Орденського фогта. |
|                                                | Замок Пярну                                   | ест. Pärnu ordulinnus                                    | 1309-1322 або 1324 чи 1328 р.           | Місто Пярну, повіт Пярнумаа                                      | Магістр Лівонського ордену Герхардт (Конрад) фон Йорке                                                                 | |
|                                                | Церква-фортеця Пьойде                         | ест. Pöide ordulinnus                                    | ХІІІ ст.                                | Селище Кахутсі, округ Пьойде, повіт Сааремаа                     | Лівонський орден | Особливістю церкви є залишки напівциркулярних романських прорізів над колишніми дверима каплиці на північній та південній її сторонах. |
|                                                | Фортеця Раквере                               | ест. Rakvere ordulinnus                                  | 1252 р.                                 | Місто Раквере, повіт Ляяне-Вірумаа                               | Королівство Данія | До ХІІІ ст. на горі Вяллімягі на висоті 25 м знаходилось городище стародавніх естів, що називалося Тарванпяе і вважалося головною фортецею Віруського повіту. |
|                                                | Замок Тоомпеа                                 | ест. Toompea loss                                        | 1219 р.                                 | Таллінн, повіт Гар'юмаа                                          | Прототип замку, дерев'яну споруду на цьому ж місці було збудовано ще у Х ст. мешканцями середньовічної графства Ревала | В наші дні тут розташовується Парламент Естонської республіки. |
|                                                | Замок Тарвасту                                | ест. Tarvastu ordulinnus                                 | XIV ст.                                 | Селище Соовіку, округ Тарвасту, повіт Вільяндімаа                | Лівонський орден | Замок, що споруджувався для оборони водяного млина на річці Тарвасту, був економічним центром округи. Сильно пошкоджений під час Лівонської війни, був остаточно зруйнований у XVI ст. |
|                                                | Фортеця Тоолсе                                | ест. Toolse; нім. Tolsburg (раніше Vredeborch)           | 1471 р.                                 | Місто Кунда, повіт Ляяне-Вірумаа                                 | Магістр Лівонського ордену Йохан Волтус фон Херсе                                                                      | Замок повинен був захищати порт Раквере від набігів піратів. Звернені в бік суходолу стіни фортеці збереглися порівняно непогано, але морська північна сторона капітально зруйнована. |
|                                                | Замок Васкнарва                               | ест. Toompea loss; нім. Neuschloss                       | 1349 р. — дерев'яний, 1427 — кам'яний   | Селище Васкнарва (рос. Сыренец), округ Алайие, повіт Іда-Вірумаа | Лівонський орден | Нині від замку збереглись лише руїни стін товщиною у 3 метри, що свідчить про його надзвичайну могутність. |
|                                                | Замок Вастселііна                             | ест. Vastseliina piiskopilinnus; нім. Neuhausen          | 1333 — 1342 рр.                         | Селище Вастселііна, повіт Вирумаа                                | Магістр Бурхард фон Дрейлебен                                                                                          | Від колишньої фортеці-башти зараз залишилася купа каміння, на щастя, збереглися деякі ділянки стіни і багата на ліпнину башта. |
|                                                | Замок Хаапсалу                                | ест. Haapsalu piiskopilinnus; нім. Bischofsburg Haapsalu | ХІІІ ст.                                | Місто Хаапсалу, повіт Ляянемаа                                   | Езель-Вікське єпископство                                                                                              | Архітектура замку змінювалась залежно від розвитку зброї і своїх остаточних розмірів, площі 30.000 м²., товщини стін до 1,8 м та максимальної висоти 10 м, він досяг за часів правління єпископа Йоханнеса IV Кієвельського (1515-1527). За легендою опівночі в серпні на внутрішній стіні каплиці з'являється образ діви — Білої Дами. |
|                                                | Замок Колувере                                | ест. Koluvere piiskopilinnus; нім. Lode                  | ХІІІ ст. (1226 р.)                      | Селище Колувере, округ Кулламаа, повіт Ляянемаа                  | Дворянський рід Лоде                                                                                                   | Свого часу фортеця була найбільшим укріпленням на землях Сааре-Ляенемааського єпископства. У XVIII-XIX ст. належав роду фон Буксгеведен. |
|                                                | ест. Kuressaare piiskopilinnus нім. Arensburg |                                                          | Курессааре                              | Замок Курессааре                                                 | | |
|                                                | ест. Lihula piiskopilinnus нім. Leal          |                                                          | Ліхула                                  | Замок Лихула                                                     | | |
| ест. Vana-Pärnu piiskopilinnus нім. Alt-Pernau |                                               | Вана-Пярну                                               |                                         | Замок Вана Пярну                                                 | | |

## Замки Тевтонського ордена
- Helme
- Карксі
- Кеіла
- Курсі
- Луїзе
- Маасилінна
- Нарва Фортеця Германа
- Пайде
- Пилтсамаа
- Пярну
- Пьойде
- Раквере
- Таллінн Вишгородський замок
- Тарвасту
- Тоолсе
- Васкнарва
- Вільянді

## Замки єпископські
- Кірумпяя
- Отепя
- Тарту
- Фортеця Во
- Фортеця Вана
- Вастселіна

## Замки західного острівного єпископства
- Фортеця Хаапсалу
- Колувера
- Курессааре
- Ліхула 1/2 фортцеі

## Замки талліннського єпископства
- Ківілоо
- Поркуні

## Інші замки
- Ангеря
- Едізе
- Івангород, форт (Російська фортеця під контролем Естонії 1919—1944)
- Ярве
- Калві
- Касті
- Кавілда
- Кіу
- Кілтсі
- Конгута
- Пуртсе
- Ранну
- Ронгі
- Сомерпалу
- Ваабіна
- Вана-Антсла
- Вао
- Велізе
- Вігала
- Віртсу